# 桑原 (松山市)

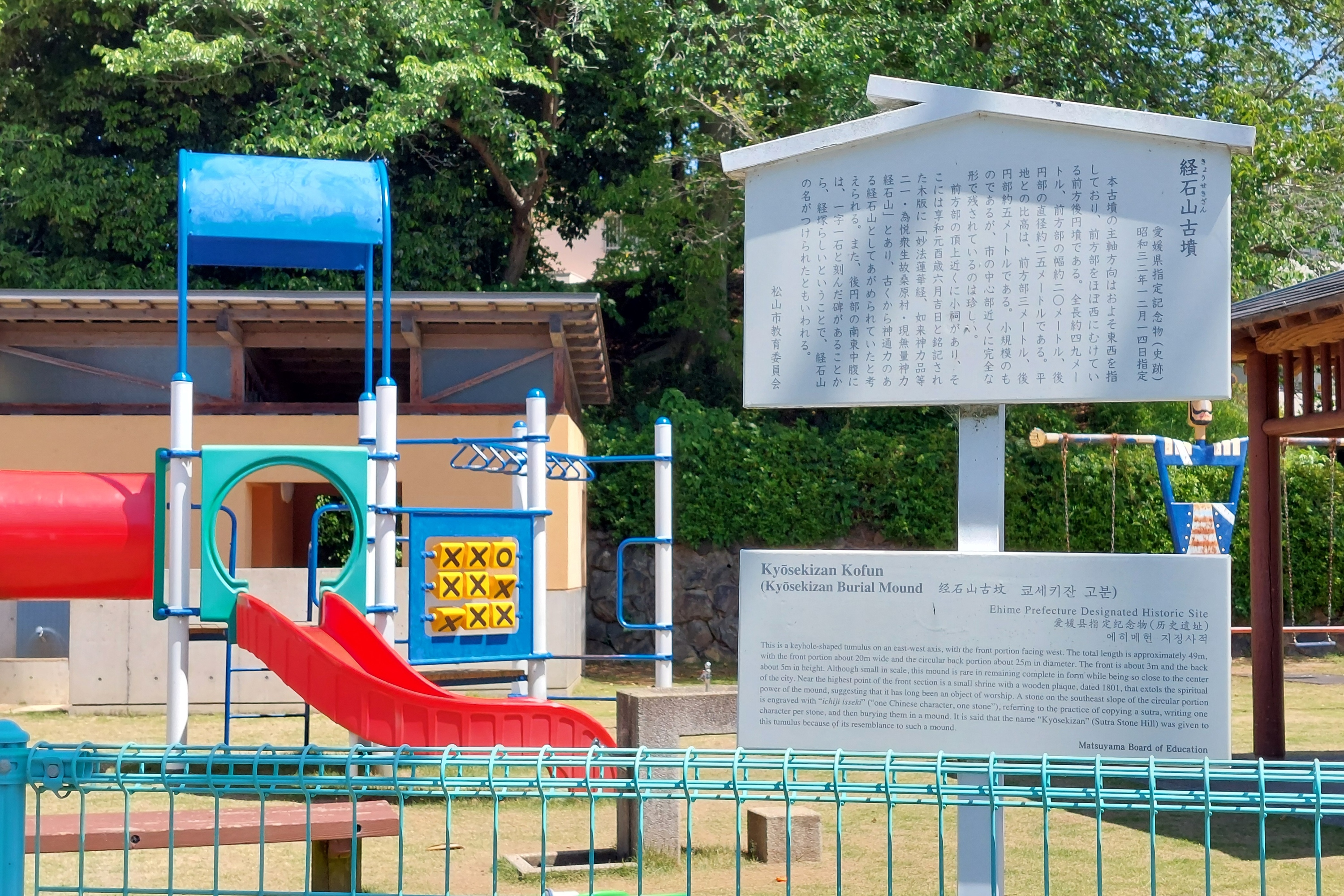
経石山公園

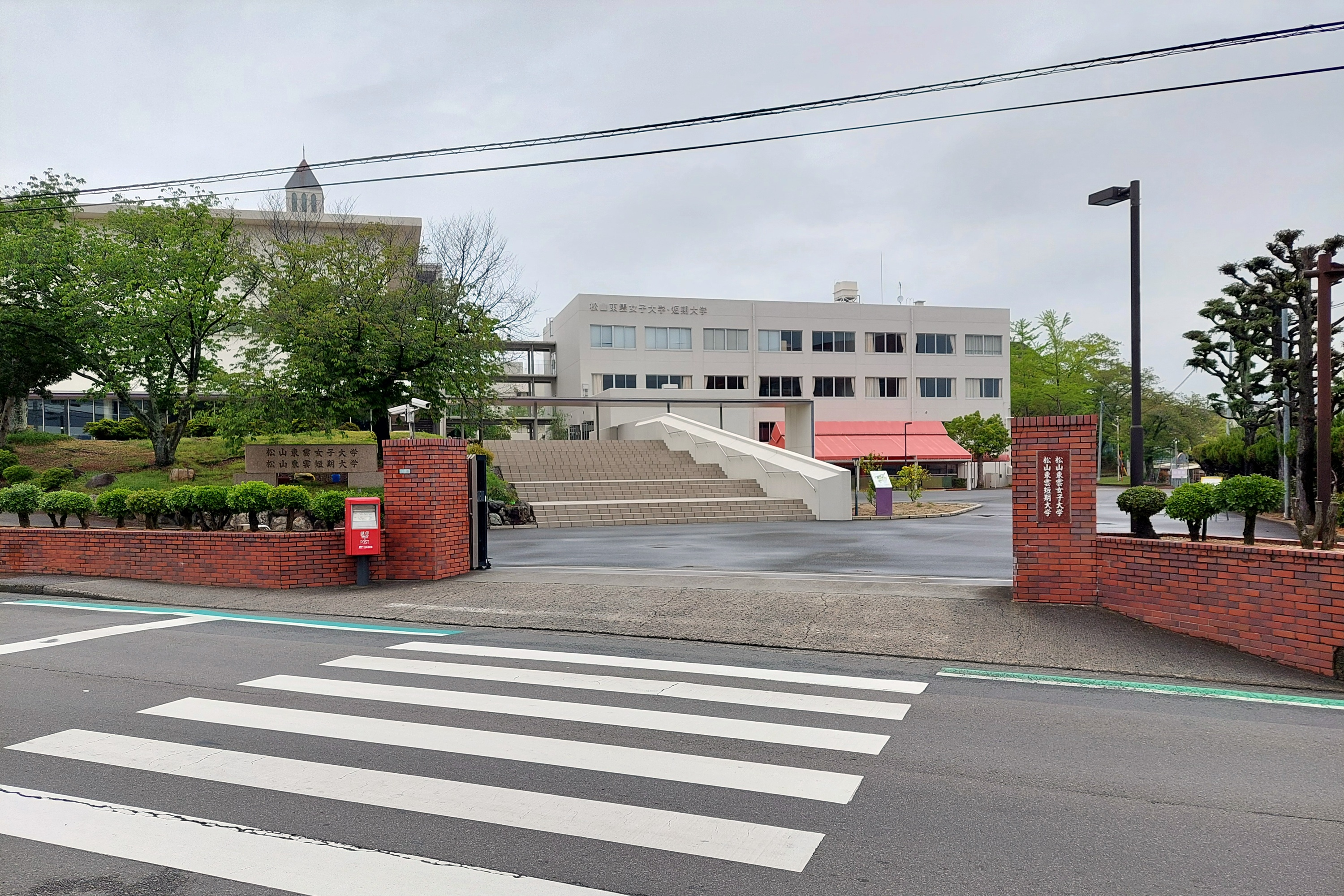
松山東雲短期大学

桑原（くわばら）は愛媛県松山市の町名。現行行政地名は桑原一丁目から桑原七丁目。2025年（令和7年）3月現在の人口は6,458人、世帯数は3,514世帯。郵便番号は790-0911。

## 地理
松山市東部に位置する。1960年代頃までは田園地帯であったが、1970年代頃から徐々に住宅が建ちはじめ、現在は住宅やアパートが密集していて、全く様変わりしている。
正円寺 、樽味、枝松、束本、松末、三町、畑寺、東野と接している。

## 校区
市立の小・中学校に通う場合、一丁目から六丁目までは松山市立桑原小学校、七丁目は松山市立北久米小学校、松山市立桑原中学校の学区となる。

## 交通
- 最寄りバス停　畑寺一丁地、短大前、桑原、一里木、警察官舎前（伊予鉄バス10番線）
- 最寄り電停　　道後温泉駅、道後公園停留場（伊予鉄道城南線）
- 最寄り駅　　　北久米駅、福音寺駅（伊予鉄道横河原線）

## 施設
- 公共施設　松山市役所桑原支所、桑原公民館、桑原分館
- 学校・大学・保育園　松山市立桑原小学校、松山東雲短期大学、松山市立桑原保育園
- 公園　桑原公園、経石山公園
- 古墳　経石山古墳
- 神社・寺　須我神社、桑原寺
- 金融機関　伊予銀行桑原支店、愛媛銀行桑原支店
- 店舗　ゲオ松山桑原店、スーパーABC桑原店、一里木マルシェ

## 人口
松山市の住民基本台帳によれば、2025年（令和7年）3月1日時点での桑原の人口は以下の通りである。
| 町丁       | 世帯数〔戸〕 | 男〔人〕 | 女〔人〕 | 総人口〔人〕 |
| ---------- | ------------ | -------- | -------- | ------------ |
| 桑原一丁目 | 594          | 501      | 591      | 1,092        |
| 桑原二丁目 | 539          | 524      | 566      | 1,090        |
| 桑原三丁目 | 410          | 382      | 533      | 915          |
| 桑原四丁目 | 660          | 452      | 560      | 1,012        |
| 桑原五丁目 | 513          | 425      | 509      | 934          |
| 桑原六丁目 | 383          | 327      | 399      | 726          |
| 桑原七丁目 | 415          | 332      | 357      | 689          |
| 合計       | 3,514        | 2,943    | 3,515    | 6,458        |